# Famiglie baronali romane
Per famiglie baronali romane si intendono le famiglie nobiliari che nel Medioevo ebbero una grande influenza politica a Roma.

## Descrizione
Spesso condizionarono l'elezione dei Papi o le loro scelte politiche in base ai propri interessi, in alcuni casi le imposero direttamente, e a loro volta trassero grandi vantaggi dal nepotismo papale. Lo storico Sandro Carocci prende in particolare esame le famiglie che accentrarono il potere a partire dalla metà del secolo XII. In quell'epoca un unico Senatore sostituì il primitivo senato di 50 membri che fino al XII secolo si affiancava alla figura del pontefice, per curare gli affari civili. Il papa compie questa scelta per avere meno controlli da parte di un organo collegiale allargato ma è proprio questa figura di senatore unico a rendere più visibile la concentrazione del potere nelle mani di un numero ristretto di famiglie, che furono chiamate baronali. Nel periodo tra il 1230 e il 1347 dei 168 senatori, 50 furono della famiglia Orsini, 28 Annibaldi, 24 Colonna, 17 Conti, 15 Savelli, 8 Stefaneschi, 5 Anguillara.
()
Ma profonde differenze distinguono i feudatari del Regno di Napoli dai baroni romani, le cui signorie erano di natura allodiale e non feudale, pertanto del tutto autonome dal potere pontificio
Sempre secondo Carocci, a metà del secolo XIII erano 60 i castra in possesso delle principali famiglie baronali romane, al momento dell'elezione di papa Nicolò III della famiglia Orsini, erano diventati 100, e poi, a seguito di un succedersi di pontefici molto nepotisti, salirono fino a diventare 150. Dante Alighieri così si esprime sul nepotismo di Niccolò III.
(Dante Alighieri, Divina Commedia, Inferno, Canto XIX, 61)

## Definizione
Il termine barone viene usato nell'espressione nel senso antico del termine. Tale uso continuò a permanere anche nel confinante regno di Napoli, fino alla congiura dei baroni il termine  barone del regno indicava i più alti dignitari, superiori anche ai principi con feudi  dei massimi dignitari o dei grandi detentori di signorie del patrimonio di San Pietro, non in quello araldico moderno, dove occupa un posto relativamente modesto.
In seguito, nel corso del Cinquecento, si perse la consuetudine di denominare tali famiglie come baronali e invalse la denominazione di Famiglie principesche romane, con l'attribuzione di nuovi titoli come quello di Principe Assistente al Soglio. Sin dal 1500 il titolo era riservato ai capi delle famiglie Orsini e Colonna, fino a che i nuovi tempi portarono alla modifica della funzione ed anche a un ristretto numero di illustri famiglie marchionali e patrizie romane coscritte - del titolo di Marchesi di baldacchino L'espressione nasce dal fatto che tradizionalmente a poche grandi famiglie marchionali romane assimilate a quelle principesche (Costaguti, Patrizi Naro Montoro, Sacchetti, Serlupi, Theodoli e ai conti Soderini), (in buona parte coincidenti con le vecchie famiglie baronali) era riservato il privilegio di innalzare nei loro palazzi il baldacchino con sotto un tronetto dorato (rivolto verso il muro, in assenza del papa) per ricevere l'eventuale visita del Papa.
Nel XIV secolo si ebbe una trasformazione del potere baronale 
(Franca Allegranza Trasformazioni della nobiltà baronale nel Trecento, pp. 211-220)

## La lotta di Cola di Rienzo
A metà del XIV secolo, mentre i papi erano a Avignone, e i baroni  spadroneggiavano, Cola di Rienzo  trascinò il popolo dicendo «lli baroni de Roma so derobatori de strada: essi consiento li omicidii, le robbarie, li adulterii, onne male; essi voco che la loro citate iaccia desolata». Stefano Colonna tentò la reazione, ma con l'intervento delle forze popolari furono i baroni - Stefano Colonna, poi Rinaldo Orsini, poi Giovanni Colonna, poi gli Orsini di Monte Giordano, e infine anche Francesco Savelli - a piegarsi a giurare sul vangelo fedeltà al tribuno. Ma dopo poco tempo il tentativo di Cola di Rienzo fallì ed egli fu ucciso.

## Lista
Le principali famiglie baronali romane del Medioevo, a partire dalla metà del secolo XII fino al Sacco di Roma del 1527, sono:
- Anguillara[7][8]
- Annibaldi[9][10]
- Boccamazzi[11][12]
- Caetani[13]
- Capocci[14]
- Di Vico
- Colonna[15]
- Conti di Segni[16]
- Conti di Tuscolo
- Crescenzi
- De Cardinale[17]
- Frangipane
- Normanni[18]
- Orsini[19]
- Ottaviani
- Pierleoni
- Sant'Eustachio[20]
- Savelli[21]
- Stefaneschi[22]

L'Atlante storico fondamentale De Agostini evidenzia i domini delle grandi famiglie feudali romane: Colonna, Orsini, Prefetti di Vico, Anguillara, Savelli, Caetani, Conti.